# Isabel de Josa

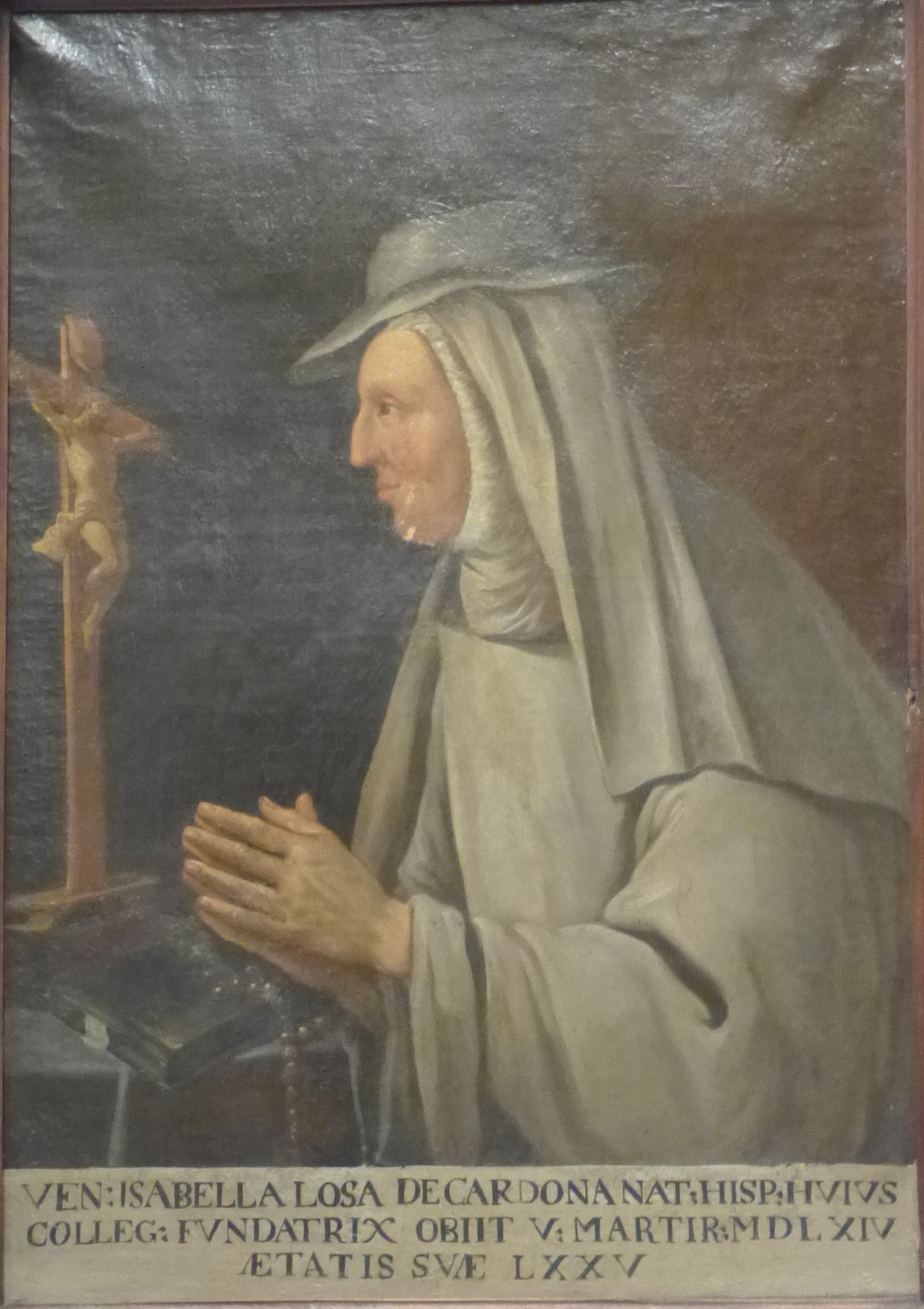
Retrato de Isabel de Josa en la sala de juntas del ayuntamiento de Vercelli. Inscripción: ven: isabella losa de cardona nat: hisp: / colleg: fvndatrix obiit v: martir: mdlxiv / aetatis suae lxxv

Isabel de Josa de Cardona, Isabel Joana Orrit i Pagès hasta su matrimonio, (Lérida, 1490-Vercelli, 5 de marzo de 1564) fue una monja clarisa, humanista y predicadora española, fundadora en Vercelli (Italia) del Collegio delle Orfane de Santa Maria de Loreto.

## Biografía
Nacida probablemente en Lérida y en 1490, Isabel de Josa fue hija de Miquela Pagès y de su esposo, Vicenç Orrit, jurisconsulto de origen judeoconverso, uno de los doctores del consejo real de Fernando el Católico y consejero del Santo Oficio de la Inquisición.
En 1509 contrajo matrimonio con el noble Guillem Ramon de Josa y de Cardona, militar, participante en la campaña de Nápoles y heredero de las baronías de Madrona, Altès, Ogern, Ciuró, Castellar de la Ribera i Pinós en el Solsonés y Urgell, y castellano del Castell Vell de la ciudad de Solsona. Madre de tres hijos, enviudó en 1517. Con buena preparación intelectual y en situación económica desahogada, ejerció el señorío jurisdiccional de las baronías de Solsona, por cesión de su suegro Gaspar Joan, hasta la mayoría de edad del segundo de sus hijos, Guillem, nacido en 1515. En Barcelona conoció a Ignacio de Loyola, que visitó la ciudad tres veces entre 1523 y 1527 y, junto con otras damas nobles —entre las que destaca Isabel Roser— que asumieron el patrocinio de sus estudios en la universidad de París, se convirtió en su protectora.
En 1534, después de un viaje frustrado a la corte del emperador Carlos V, a la que había sido llamada para hacerse cargo de la educación de la infanta María, ingresó como monja en el monasterio de Santa Clara de Lérida. En torno a 1536 participó en la fundación de la Confraria de la Sang de Barcelona, cofradía penitencial dedicada a la sangre de Jesús, que tenía entre sus obligaciones la de acompañar a los condenados a muerte. En el solar ocupado por la cofradía se instaló algunos años más tarde el monasterio de Nuestra Señora de los Ángeles, en el que se integró el de Santa Maria del Peu de la Cruz, fundado con la dote dejada por Isabel de Josa a sus nietas Victoria y Beatriu.
Marchó a Italia en 1543 acompañando a Isabel Roser, quien tenía intención de fundar la rama femenina de la Compañía de Jesús, resultando la misión en un rotundo fracaso. No obstante, Isabel pudo predicar en Roma en presencia del papa Paulo III y de los cardenales. En Italia se entregó a la tarea de atender a los huérfanos y desamparados, prosiguiendo una labor asistencial que ya había iniciado en Barcelona con la fundación de la Casa del Infants Orfes, y continuó en Roma, Niza y Milán, donde contribuyó a la fundación de la Casa de Santa María del Soccorso para la acogida temporal, conversión y rehabilitación social de mujeres desamaparadas, malcasadas y prostituidas, y finalmente también en Vercelli, con la fundación del colegio de huérfanos.
En su decisión de establecerse definitivamente en Italia parece haber sido determinante la carrera delictiva de su hijo Guillem. En 1535 Guillem casó con Elena de Cardona, hija del obispo de Barcelona, Joan de Cardona, y de Lluïsa de Blanes, con quien había estado casado antes de abrazar el estado religioso. Administradores de un extenso patrimonio, el matrimonio vivía separado buena parte del año: Elena en Barcelona y Guillem en sus propiedades de Lérida y Urgel. Aparentemente Elena tuvo una hija, María, con Miquel de Senesterra, pariente político, lo que habría llegado a oídos de Guillem, que un día de noviembre de 1548 —sin poderse precisar— se presentó en su casa acompañado por Pau de Santamaria y dio muerte al citado Miquel de Senesterra, dejando gravemente heridos a su esposa y al presbítero Jaume Sunyer, que fallecerían algunos días después. Aunque fue detenido y procesado, logró fugarse de prisión y acogerse al refugio de una iglesia. Se tiene constancia, aunque las fechas precisas se desconocen, de que Isabel de Josa se encontraba en esos años en Barcelona, hasta 1551 en que desembarcó en Niza, incapaz de reconducir a su hijo —convertido en bandolero y contrabandista de caballos en la frontera con Francia— y forzada por el bando de los deudos de los fallecidos.
Fue mujer culta, de la que se dice que dominaba las lenguas latina, griega y hebrea, sin que se haya podido averiguar el medio por el que llegó a adquirir tales conocimientos, dadas las limitaciones impuestas en la época a la formación de las mujeres, aunque posiblemente fuese instruida por algún preceptor privado y quizá en el ámbito familiar. Su epitafio en el colegio de Vercelli por ella fundado, actualmente perdido, la llamaba doctísima en teología:

Hic iacet isabella iosa de Cardona natione Hispana, quae quidem cum iam Sacrae Teologiae Lauream doctisime esset consecuta, defuncto coniuge, Habitum observantiae divae Clarae induit [...] complureque in ea sacres aedes beneficio Pauperum constuxit, quarum numcro cum presentem sub titulo divae MARIA de Laureto posuisset hic tandem completis aetatis suae annis lxxiii, et mensibus quinque spiritum Deo alacriter restituit [...] anno Domini 1564 die quinto mensis Martii...

A pesar de algunas menciones bibliográficas a una supuesta condición de escritora, únicamente se conservan dos cartas, una de ellas con consideraciones acerca del alma dirigida a Ignacio de Loyola poco antes de marchar a Roma, y el título de una obra de carácter teológico dogmático, Tristis Isabella, conocido gracias a las anotaciones de fray Lucas de Alaejos, bibliotecario del monasterio de El Escorial, al que llegó el manuscrito procedente de la librería de Felipe II, catalogado en 1577 como «Isabellae de Iosa fidei orthodoxae antidotum».